# Herbert Brownell junior

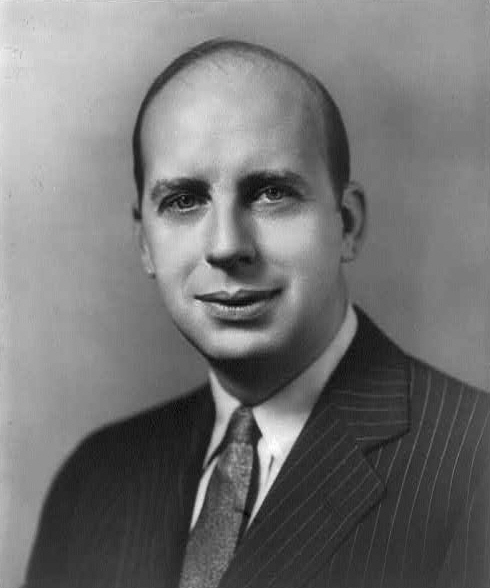
Herbert Brownell

Herbert Brownell, Jr. (* 20. Februar 1904 in Peru, Nemaha County, Nebraska; † 1. Mai 1996 in New York City) war ein US-amerikanischer Jurist, Politiker und Justizminister (Attorney General).

## Familie, Studium und berufliche Laufbahn
Der Sohn eines Professors an der University of Nebraska absolvierte zunächst ein allgemein bildendes Studium an der University of Nebraska, das er 1924 mit einem Bachelor of Arts (B.A.) abschloss. Anschließend studierte er Rechtswissenschaften an der Yale Law School und erlangte 1927 den Bachelor of Laws (LL.B.).
Nach der Beendigung des Studiums erfolgte seine Zulassung zum Rechtsanwalt in New York und der Eintritt in die Kanzlei Root, Clark, Buckner and Ballantine. Im Februar 1929 trat er als Anwalt in die Kanzlei Lord, Day & Lord in New York City ein, in der er bis auf seine Tätigkeiten im öffentlichen Dienst bis 1989 tätig war.
Sein Bruder Samuel Brownell wurde später Vorsitzender der Regierungskommission für Erziehung (Commissioner of Education).

## Politische Laufbahn

### Wahlkampfmanager der Republikanischen Partei
Brownell begann seine politische Laufbahn 1932 mit der Wahl in die New York State Assembly, in der er von 1933 bis 1937 die Interessen der Republikanischen Partei vertrat. 1942 wurde er Wahlkampfmanager von Thomas E. Dewey bei dessen erfolgreicher Kandidatur als Gouverneur von New York. 1944 und 1948 war er erneut Wahlkampfmanager von Dewey bei dessen erfolglosen Präsidentschaftskandidaturen gegen die demokratischen Amtsinhaber Franklin D. Roosevelt und Harry S. Truman. Von 1944 bis 1946 war er Vorsitzender des Republican National Committee.

### Justizminister unter Präsident Eisenhower
Er war maßgeblich daran beteiligt, General Dwight D. Eisenhower zum Ausscheiden aus dem aktiven Militärdienst zu Gunsten einer Kandidatur zum US-Präsidenten zu bewegen. Anschließend gehörte er als enger Mitarbeiter dem Wahlkampfteam von Eisenhower bei der Präsidentschaftswahl 1952 an. Nach der Wahl Eisenhowers zum Präsidenten berief ihn dieser am 21. Januar 1953 als Justizminister (Attorney General) in sein Kabinett.
Bereits zu Beginn seiner Amtszeit war er an mehreren Grundsatzurteilen der amerikanischen Rechtsgeschichte eingebunden. Eines der wesentlichsten Urteile war dabei die Entscheidung Brown v. Board of Education, in der es um die Rassentrennung an öffentlichen Schulen ging. Die von betroffenen Eltern eingebrachten Sammelklagen gegen vier Bundesstaaten und den Regierungsbezirk vertraten die Position, dass separate Einrichtungen für Schüler getrennt nach Hautfarbe den Gleichheitsgrundsatz der Verfassung der Vereinigten Staaten verletzen. Der Oberste Gerichtshof schloss sich dieser Argumentation mit seinem Grundsatzurteil vom 17. Mai 1954 einstimmig an und hob damit die vorher fast 100 Jahre geltende Rechtsprechung auf. Die Entscheidung markierte das Ende der rechtlich sanktionierten Rassentrennung an staatlichen Schulen in den Vereinigten Staaten.
Aufgrund des Urteils erarbeitete er nach dem Civil Rights Act of 1875 nach über 80 Jahren den Civil Rights Act of 1957, das allerdings vom US-Senat in wesentlichen Punkten abgeschwächt wurde. Darüber hinaus war er maßgeblich an der Beschleunigung der Hinrichtung von Ethel und Julius Rosenberg am 19. Juni 1953 beteiligt, die wegen Spionage für die Sowjetunion zum Tode verurteilt wurden.
Zwischen 1954 und 1955 führte er die Operation Wetback aus. Darunter verstand man die bezeichnet die vorgenommene Massenabschiebung illegaler mexikanischer Einwanderer. Nach offiziellen Angaben der US-Regierung wurden dabei über eine Million Menschen nach Mexiko abgeschoben. Die Aktion führte zum Tode mehrere Mexikaner und zu massiven Menschenrechtsverletzungen und Demütigungen. Auch sollen zahlreiche US-Bürger abgeschoben worden sein, die sich nicht ausweisen konnten.
Am 8. November 1957 schied er als Justizminister aus und wurde in dieser Funktion durch William P. Rogers abgelöst.

### Spätere Ämter
Neben seiner anwaltlichen Tätigkeit war er später noch Repräsentant der USA am Ständigen Schiedshof in Den Haag. Während der Amtszeit von Präsident Richard Nixon war er von 1972 bis 1974 Sonderbotschafter in Mexiko wegen Verhandlungen zum Kanalbau am Colorado River.
Zuletzt war er 1982 Präsident der Anwaltskammer von New York City sowie von 1986 bis 1989 Mitglied der Kommission zur Ausrichtung der 200-Jahr-Feier der Verfassung der Vereinigten Staaten.

## Veröffentlichungen
- Brownell, Herbert/Burke, John P.: "Advising Ike: The Memoirs of Attorney General Herbert Brownell", 1993, University of Kansas Press; ISBN 0-7006-0590-8.